# Vecumnieki
Vecumnieki (en allemand : Neugut) est un village de Lettonie, chef-lieu du pagasts de Vecumnieki (qui regroupe cinq autres villages). Le village compte 2 103 habitants en 2015.

## Histoire
Dans les temps anciens[Quand ?], les collines ont accueilli des peuples tsiganes.
Après la création en 1904 de l'arrêt "Vecmuiža" sur la ligne de chemin de fer Jelgava - Krustpils, un bourg se développe au sein du gouvernement de Livonie, alors terre de l'Empire russe. Il acquiert le statut de village en 1925, cette fois-ci au sein de l'État indépendant de Lettonie. Jusqu'en 1940, le lieu s'appelle Vecmuiža, ou Neugut. En 1951, le régime communiste y installe un kolkhoze, dénommé "Sarkana zvaigzne" (étoile rouge). Trois ans plus tard, deux autres exploitations collectivistes sont implantées dans les environs.

## Géographie
Vecumnieki se situe à 45 km au sud de la capitale Riga et à 30 km de Bauska.
Le village est traversé par la rivière Taļķe, et compte deux lacs artificiels, le Vecais ezers (vieux-lac) et le Jaunais ezers (jeune-lac).

## Urbanisme et architecture
Le village consiste en un mélange de divers types de bâtiments : une soixantaine de maisons d'habitation (de deux ou trois niveaux), des manoirs, des bâtiments publics et des bâtiments industriels. Vecumnieki, en tant que chef-lieu de pagasts, accueille la plupart de ses structures publiques : école élémentaire, école de musique, bibliothèque, maison collective, église luthérienne, salle de sport, maison de santé.

## Sport
Vecumnieki a son club de volley-ball, le "SK Vecumnieki".

## Transports

### Chemin de fer
Le village se trouve juste au nord de la ligne de chemin de fer reliant Jelgava à Krustpils. La gare de Vecumnieki constitue une halte pour le fret, mais ne gère plus de trafic voyageur.

### Bus interurbain
Il est desservi par les lignes de bus reliant Riga à Skaistkalne, Ilūkste et Nereta.

### Route
Le village s'organise sur un réseau viaire communal comptant vingt-deux rues, représentant un réseau de 10 km environ.
Le village se situe à la croisée des routes nationales Ķekava - Skaistkalne (P89 (nl)) et Bauska - Linde (P88 (nl)).

## Personnalités liées au village
- Aivars Siliņš (1947-), acteur
- Ingmārs Līdaka (1966-), homme politique et militant écologiste